# Chattanooga (Oklahoma)
Chattanooga é uma cidade  localizada no estado norte-americano de Oklahoma, no Condado de Comanche e Condado de Tillman.

## Demografia
Segundo o censo norte-americano de 2000, a sua população era de 432 habitantes.
Em 2006, foi estimada uma população de 419, um decréscimo de 13 (-3.0%).

## Geografia
De acordo com o United States Census Bureau tem uma área de
1,3 km², dos quais 1,3 km² cobertos por terra e 0,0 km² cobertos por água.

## Localidades na vizinhança
O diagrama seguinte representa as localidades num raio de 24 km ao redor de Chattanooga.